# Philipp Karl (Arenberg)

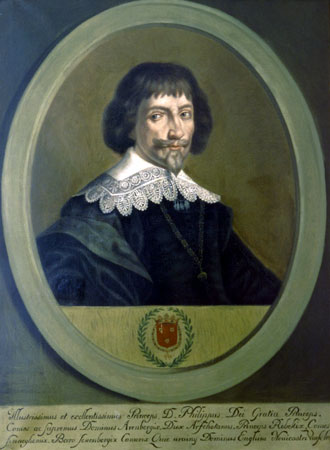
Philipp-Karl von Arenberg

Philipp-Karl von Arenberg (frz. Philippe-Charles d'Arenberg) (* 18. Oktober 1587 in Barbençon; † 25. September 1640 in Madrid), aus dem Haus Ligne stammend, war der zweite Fürst von Arenberg und der sechste Herzog von Aarschot.

## Familie
Er war Sohn von Fürst Karl und der Mutter Anna von Croÿ. Philipp-Karl war dreimal verheiratet. In erster Ehe war er seit 1610 mit Pierre Hippolyte Anne de Melun, Baronesse de Caumont, das zweite Mal seit 1620 mit Isabelle Claire de Berlaymont, Comtesse de Lalaing und das dritte Mal ab 1632 mit Maria Cleopha von Hohenzollern-Sigmaringen verheiratet. Aus den Ehen gingen insgesamt neun Kinder hervor. Darunter waren auch die späteren Herzöge Philipp Franz und Karl Eugen.

## Leben
Er folgte seinem Vater 1616 als Fürst von Arenberg und Herzog von Aarschot nach und erbte einen Großteil von dessen Besitzungen. In seine Zeit fallen verschiedene Fälle von Hexenverfolgungen im Arenberger Gebiet.
Er kämpfte im Dienste der spanischen und österreichischen Habsburger. So war er Obrist eines wallonischen Regiments. Er war unter anderem Gouverneur der Stadt und Grafschaft Namur. Er war Ritter des Goldenen Vlies und spanischer Grande. Im Jahr 1634 wurde er fälschlicherweise beschuldigt, an einer Verschwörung gegen die spanische Krone beteiligt gewesen zu sein. Er wurde in Madrid inhaftiert. Die letzten sechs Jahre seines Lebens verbrachte er in Hausarrest in seinem Haus in Madrid.
Arenberg war ein bedeutender Kunstsammler. Auch während seiner Gefangenschaft erwarb er durch Agenten zahlreiche Bilder. Darunter waren Arbeiten von Paul de Vos, Frans Snyders, Gaspar de Crayer, Salomon Noveliers und Peter Paul Rubens.